# Heliga Treenighetens kyrka, Kosjava
Heliga Treenighetens kyrka (bulgariska: Църквата "Света Троица"; translitteration: Tsarkvata "Sveta Troitsa") är en bulgarisk-ortodox kyrkobyggnad belägen i byn Kosjava, i regionen Vidin, i nordvästra Bulgarien.
Kyrkan är helgad åt Treenigheten och tillhör det bulgarisk-ortodoxa stiftet Vidins stift.

## Historik
Kyrkan började byggas 1860, vilket innebär att det är den äldsta kyrkan i Vidin.

## Status
Idag (2010) används kyrkan endast när det pågår större östortodoxa kristna högtider.